# Edmundo Luís Kunz
Dom Edmundo Luís Kunz (Venâncio Aires, 11 de março de 1919 — Porto Alegre, 12 de setembro de 1988) foi um bispo católico brasileiro, foi o primeiro bispo auxiliar de Porto Alegre.

## Biografia
Filho de José Reinaldo Kunz e Ana Cecília Wilke, iniciou seus estudos para o sacerdócio no Seminário Central de São Leopoldo. Foi ordenado sacerdote no dia 30 de novembro de 1944 por Dom João Becker na Catedral Metropolitana de Porto Alegre. Como padre exerceu os seguintes encargos: de 1945 a 1947 foi capelão do Colégio Rosário, a partir de 1948 foi pároco da Paróquia de Nossa Senhora do Rosário; em 1954 e 1955 foi o primeiro reitor do Seminário Maior Nossa Senhora da Conceição em Viamão, cargo que voltou a assumir de 1982 a 1984, já como bispo. Foi professor da Pontifícia Universidade Católica do Rio Grande do Sul e do Seminário de Viamão.
Foi nomeado Bispo Auxiliar de Porto Alegre, pelo Papa Pio XII com o título Ptolemais in Phoenicia, a 1 de agosto de 1955, sendo ordenado bispo no dia 30 de outubro do mesmo ano por Dom Vicente Scherer. Dom Edmundo dedicou-se profundamente a organização da Ação Católica e criou a Frente Agrária Gaúcha. Faleceu com 69 anos de idade, aos 12 de setembro de 1988, seus restos mortais repousam na sua antiga paróquia de Nossa Senhora do Rosário, no centro de Porto Alegre.